# Palača Cambi u Splitu
Palača Cambi je palača u Splitu, Hrvatska, na adresi Židovski prolaz 2.
U gotičkom slogu sagradila ju je u prvoj polovici 15. stoljeća plemićka obitelj Cambi da bi bila dograđena u drugoj polovici istoga stoljeća za vrijeme boravka Jurja Dalmatinca u Splitu. U prizemlju su dva lučna otvora „na koljeno“, a na prvom katu je trifora s gotičkim lukom i ukrasom, a s obje strane po jedna monofora. Na drugom katu nalaze se danas zazidane gotičke monofore, a u središnjoj osi trećeg kata je balkon iz 19. stoljeća s ogradom od kovanog željeza. 

## Zaštita
Pod oznakom Z-5678 zavedena je kao nepokretno kulturno dobro - pojedinačno, pravna statusa zaštićena kulturnog dobra, klasificiranog kao profana graditeljska baština.

## Vanjske poveznice
|  | Zajednički poslužitelj ima još gradiva o temi Palača Cambi u Splitu |